# Cerro Catedral
Cerro Catedral är en bergstopp i Argentina.   Den ligger i provinsen Río Negro, i den sydvästra delen av landet, 1 400 km sydväst om huvudstaden Buenos Aires. Toppen på Cerro Catedral är 2 405 meter över havet.
Terrängen runt Cerro Catedral är bergig österut, men västerut är den kuperad. Cerro Catedral är den högsta punkten i trakten. Närmaste större samhälle är San Carlos de Bariloche, 17,7 km öster om Cerro Catedral. 
I omgivningarna runt Cerro Catedral växer i huvudsak blandskog. Runt Cerro Catedral är det ganska glesbefolkat, med 24 invånare per kvadratkilometer.